# Černolesskoe
Černolesskoe è un villaggio della Russia.